# (8729) Descour
(8729) Descour es un asteroide perteneciente al cinturón de asteroides, región del sistema solar que se encuentra entre las órbitas de Marte y Júpiter.
Fue descubierto el 5 de noviembre de 1996 por el equipo del proyecto Spacewatch desde el observatorio Nacional de Kitt Peak.

## Designación y nombre
Designado provisionalmente como 1996 VZ12, fue nombrado en honor de Anne S. Descour (n. 1968)  una científica informática imaginativa y enérgica del Laboratorio Lunar y Planetario de la Universidad de Arizona. Su software para comunicaciones entre procesos y una interfaz gráfica de usuario ha mejorado la capacidad de Spacewatch para detectar cometas y planetas menores.

## Características orbitales
(8729) Descour está situado a una distancia media del Sol de 2,416 ua, pudiendo alejarse hasta 2,496 ua y acercarse hasta 2,336 ua. Su excentricidad es 0,033 y la inclinación orbital 2,659 grados. Emplea 1371,47 días en completar una órbita alrededor del Sol.

## Características físicas
La magnitud absoluta de (8729) Descour es 15,05. Tiene 3,266 km de diámetro y su albedo se estima en 0,299.